# شورگشت
شورگشت روستایی است که در شهرستان نیشابور استان خراسان رضوی ایران، شهر فیروزه، طاغنکوه شمالی.
از اطراف به روستا‌های قلعه یزدان، ناوشک، فیض آباد و سنکلیدر منتهی می‌شود.
قنات های بساری در شورگشت وجود دارد که باعث ایجاد کلاته های سرسبز شده و محصولات کشاورزی مانند گندم،جو،نخود ومیوه‌های فصلی زیادی دارد.